# Forlagsgruppen Lohse
Forlagsgruppen Lohse er foreningen Indre Missions bogforlag. 
Forlagets historie går tilbage til 1884. I 1914 blev Ole Lohse forretningsfører for Indre Mission og dermed også for bevægelsens forlag. Han var selv indehaver af et forlag, der udgav bøger af kristne forfattere. De to forlag fusionerede under navnet O. Lohses Forlag. Omkring 1960 blev navnet til Lohses Forlag.
Siden 2006 har navnet været Forlagsgruppen Lohse. Forlagsgruppen har i dag seks brands:
- Lohse med udgivelser, der henvender sig til mennesker med rod i folkekirken
- LogosMedia, der er tilknyttet Luthersk Mission og bliver drevet af Forlagsgruppen Lohse
- Credo, der er en del af KFS og blev en del af forlagsgruppen i 2008
- Kolon med teologisk litteratur udgivet i samarbejde med Menighedsfakultetet og Dansk Bibel-Institut
- Fokal med bøger for den brede danske befolkning
- Refleks Musik, der producerer kristen dansk musik, primært til børn